# تورنا دوژا
تورنا دوژا (به لاتین: Turna Duża) یک منطقهٔ مسکونی در لهستان است که در Gmina Siemiatycze واقع شده‌است.

## خصوصیات
تورنا دوژا ۲۳۰ نفر جمعیت دارد.